# Nybergsund
Nybergsund is een plaats in de Noorse gemeente Trysil, provincie Innlandet. Nybergsund telt 334 inwoners (2007) en heeft een oppervlakte van 0,68 km².

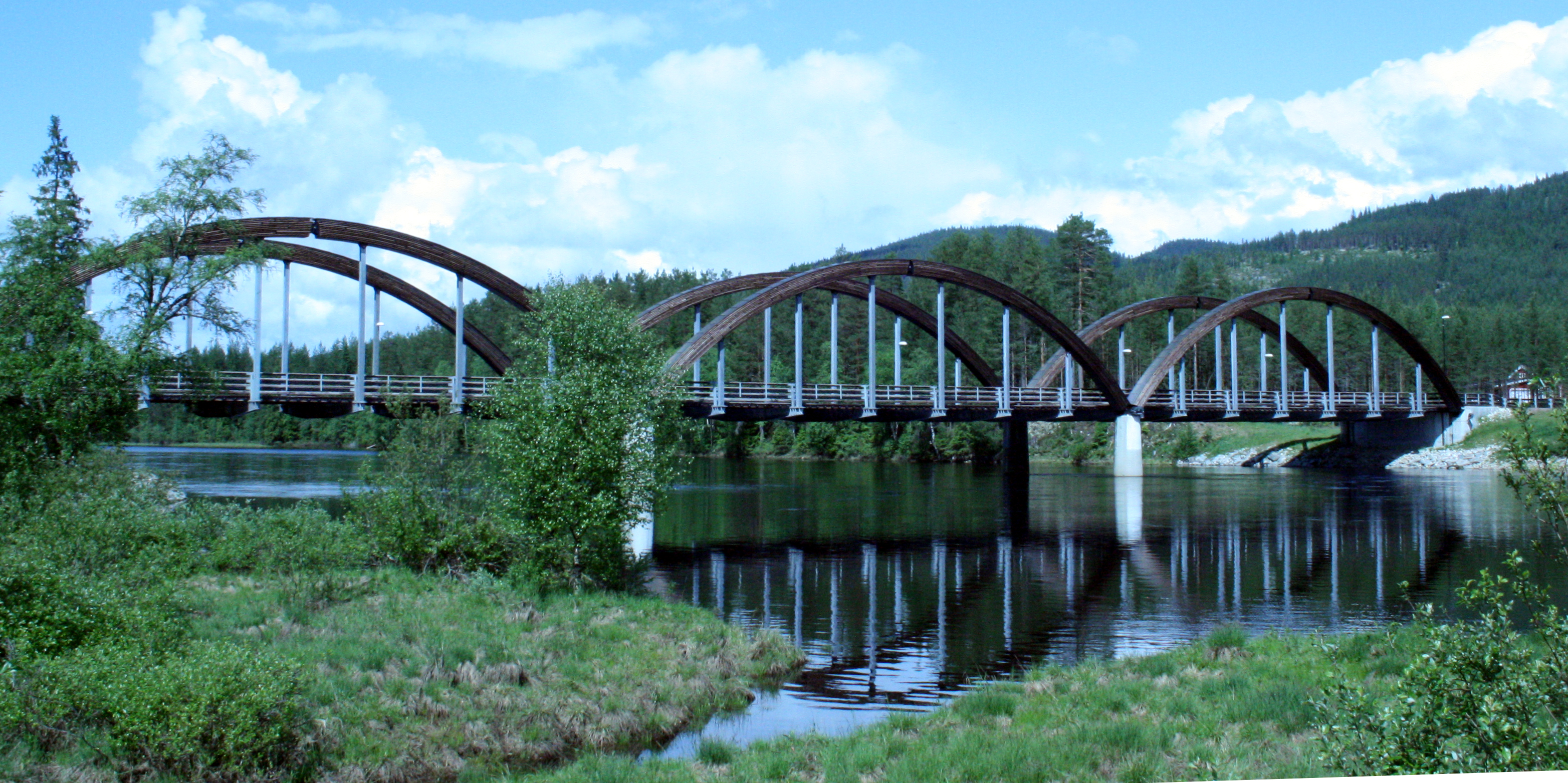
Houten brug over de Trysilelva

Nybergsund ligt aan riksvei 25. Bij het dorp ligt een houten brug over de rivier Trysilelva. De huidige brug, uit 2005, vervangt een stalen brug uit 1929. De oude brug is nog wel in gebruik, maar enkel nog voor lokaal verkeer.

## Sport

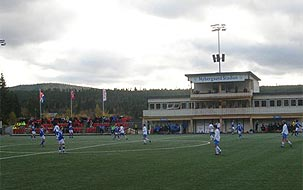
Stadion

Nybergsund heeft een voetbalvereniging, Nybergsund IL-Trysil, die veelal in de 2. Divisjon speelt. De club speelt zijn thuiswedstrijden in het Nybergsundstadion.